# París-Roubaix 1943
La París-Roubaix 1943 fou la 41a edició de la París-Roubaix. La cursa es disputà el 25 d'abril de 1943, després de tres edicions sense disputar-se per culpa de la Segona Guerra Mundial, i fou guanyada pel belga Marcel Kint, que s'imposà a l'esprint als seus quatre companys d'escapada en la meta de Roubaix.
52 ciclistes acabaren la cursa.

## Classificació final
|    | Ciclista             | Equip            | Temps      |
| -- | -------------------- | ---------------- | ---------- |
| 1  | Marcel Kint          | -                | 6h 01' 32" |
| 2  | Jules Lowie          | -                | m. t.      |
| 3  | Louis Thiétard       | Metropole-Dunlop | m. t.      |
| 4  | Achiel Buysse        | Dilecta          | m. t.      |
| 5  | Albert Sercu         | -                | m. t.      |
| 6  | Camille Danguillaume | Peugeot          | + 36"      |
| 7  | Lucien Le Guével     | -                | m. t.      |
| 8  | Briek Schotte        | Europe-Dunlop    | + 2' 00"   |
| 9  | René Adriaenssens    | Helyett          | + 2' 51"   |
| 10 | Joseph Goutorbe      | -                | m. t.      |